# رز ملکه الیزابت
رز ملکه الیزابت یک رقم رز صورتی از خانواده رزهای پرورشی است توسط پرورش‌دهندهٔ گل رز، دکتر والتر لامرتس، در ایالات متحده معرفی شد. این گونهٔ رز در سراسر جهان بسیار محبوب است و جوایز متعددی را کسب کرده است، از جمله عنوان «محبوب‌ترین رز جهان» در سال ۱۹۷۹.

## تاریخچه
«ملکه الیزابت» به افتخار ملکه الیزابت دوم، هم‌زمان با جلوس او بر تخت پادشاهی بریتانیا در سال ۱۹۵۲، نام‌گذاری شد. والدین پایهٔ این رقم، رز دورگه چای «شارلوت آرمسترانگ» و رز فلوریبوندا «فلورادورا» هستند. «ملکه الیزابت» تاکنون برای تولید ۳۰ رقم جدید رز مورد استفاده قرار گرفته است. از «ملکه الیزابت» برای هیبریداسیون ۳۰ رقم جدید گل رز استفاده شده است. چندین گونهٔ جهش‌یافتهٔ رنگی از «ملکه الیزابت» نیز معرفی شده‌اند، از جمله «ملکه الیزابت زرد» (۱۹۶۴) و «ملکه الیزابت سفید» (که با نام «بلانک کویین الیزابت» نیز شناخته می‌شود) (۱۹۶۵). گونهٔ جهش‌یافتهٔ روندهٔ آن با نام «ملکه الیزابت رونده» (۱۹۵۷) نیز بسیار محبوب است و به عنوان رز رونده‌ای پرقدرت شناخته می‌شود. 

## جوایز
- مدال طلای پورتلند، (1954) [۱]
- برنده جایزه گل رز منتخب سراسری آمریکا، ایالات متحده، (1955) [۱]
- مدال طلای انجمن رز آمریکا، (1957) [۱]
- گلدن رز لاهه، (1968) [۱]
- گل رز محبوب دنیا، (1979) [۱]
- جایزه تعالی برای بهترین گل رز تثبیت شده، (2015)[۲]